# Heinz Glässgen
Heinz Glässgen (* 15. Dezember 1943 in Erbach) ist ein deutscher Journalist und ehemaliger Intendant von Radio Bremen.

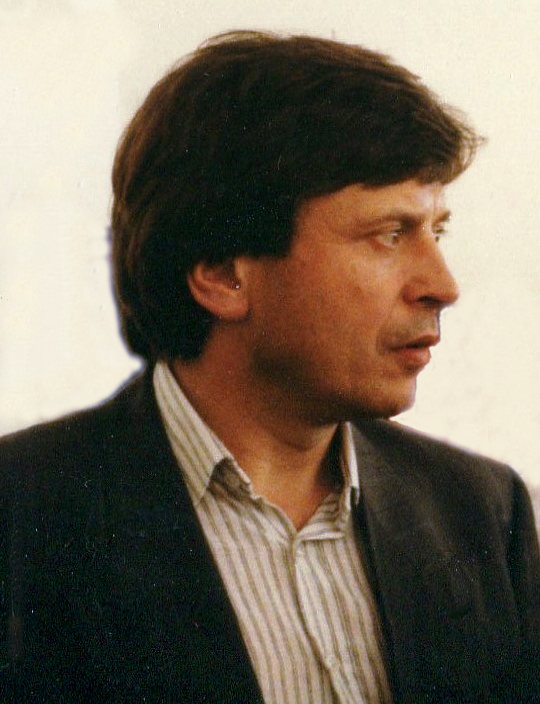
Heinz Glässgen

## Leben
Heinz Glässgen begann nach Abschluss seines Studiums der Philosophie, Theologie, Geschichte und Politik in Tübingen, Bonn und Wien 1970 beim damaligen Süddeutschen Rundfunk (SDR) in Stuttgart. 1971 wurde er Fernsehbeauftragter und Leiter der Fachstelle Medienarbeit der Katholischen Kirche. 1980 promovierte er, wurde in den SDR-Rundfunkrat gewählt und dessen stellvertretender Vorsitzender. 1985 wechselte Glässgen zum NDR nach Hamburg und wurde dort 1990 Leiter der Hauptabteilung Kultur. 1995 wurde er stellvertretender Fernseh-Programmdirektor des Hamburger Senders. Vom 1. Oktober 1999 bis 2009 war er Intendant von Radio Bremen. Seit 2010 ist Glässgen Vorsitzender der Historischen Kommission der ARD.
In seine Amtszeit fallen diverse Einschnitte für Radio Bremen: Aufgrund drastischer Mittelkürzungen musste der Sender bei zwei seiner vier Hörfunkprogramme Kooperationen mit größeren ARD-Anstalten eingehen. Radio Bremen 2 wurde zum RB/NDR-Programm Nordwestradio, Radio Bremen Melodie ging im WDR/RB-Programm Funkhaus Europa auf. Diverse Abteilungen wie Produktion, Requisite oder Sendetechnik wurden ausgelagert. Im Herbst 2007 wurden die zuvor getrennten Standorte von Hörfunk und Fernsehen an einem neuen Standort in der Bremer Innenstadt zusammengeführt. 
| Personendaten    | Personendaten                                    |
| ---------------- | ------------------------------------------------ |
| NAME             | Glässgen, Heinz                                  |
| KURZBESCHREIBUNG | deutscher Journalist, Intendant von Radio Bremen |
| GEBURTSDATUM     | 15. Dezember 1943                                |
| GEBURTSORT       | Erbach                                           |